# Christian Grunert
Christian Grunert (* 15. Oktober 1900 in Dresden; † 20. Februar 1975 in Holzhausen bei Leipzig) war ein deutscher Gärtner und Autor. Sein botanisches Autorenkürzel lautet „C.Grunert“

## Leben und Schaffen
Albert Gustav Christian Grunert wurde als Sohn des Kaufmanns Ernst Albert Grunert und seiner Ehefrau Anna Bertha Franziska geb. Tenner am 15. Oktober 1900 in Bautznerstraße 63 in Dresden geboren. Grunerts Mutter starb bereits am 13. Januar 1909 und mit zehn Jahren war er bereits Vollwaise. Grunert wuchs in einem Stift für Waisenkinder auf und erhielt dort eine vorzügliche Ausbildung, wie Oskar Scheerer schreibt. Er wollte Lehrer werden, jedoch hinderte ihn ein Augenleiden, diesen Beruf zu ergreifen. Er wählte den Gärtnerberuf und arbeitete zunächst als Gehilfe in bekannten Gartenbaubetrieben. 1930 übernahm er die Stelle eines Obergärtners in den Schütt'schen Staudenkulturen in Schorbus bei Cottbus, dann in der Staudenabteilung von Otto Thalacker, Leipzig. 1931 trat er in den Betrieb von Otto Mann, Leipzig, ein, wo er noch 1933 war.
In  Gaschwitz bei Leipzig betrieb er mehr als 15 Jahre lang einen Gartenbau- und Staudenbetrieb. Er bewertete viele Neuzüchtungen und unterhielt weltweite Kontakte zu kompetenten Zierpflanzenzüchtern. 1949 wurden das Land, auf dem sich seine Gärtnerei befand, enteignet und sein Pachtvertrag gekündigt. Daraufhin arbeitete er eine Zeitlang in der Stadtgärtnerei Leipzig und bis 1959 als Betriebsleiter bei Riedel in Holzhausen, heute ein Stadtteil von Leipzig, wo er eine Staudenabteilung einrichtete. 1952 erschien sein erstes DDR-Fachbuch. Die Bindung an seine große Gärtnerei und seine umfangreiche Bibliothek waren den DDR-Behörden offenbar ausreichende Sicherheiten, um Grunert zahlreiche Reisen in westliche Länder zu gestatten. Seit 1959 widmete er sich ganz der Fachschriftstellerei, wobei er in Holzhausen, Grenzstraße 22, wohnen blieb, wo er einen Garten besaß. Seine unzähligen Fachbücher erschienen meist sowohl als Ost- wie auch als Westausgaben, die er einem großen Fachpublikum bei regelmäßigen Vortragsreisen vorstellte. Er war auch züchterisch tätig. Von ihm stammen Delphinium 'Amethyst' und 'Pastell', Iris germanica 'Feuervogel' und Scabiosa 'Blauer Atlas.'
Nur schwer ist nachvollziehbar, wie es Grunert schaffte, seinen anspruchsvollen Betrieb zu leiten, seine großen, oft importierten  Neuzüchtungs-Kollektionen zu bewerten, seine umfangreichen und akribisch recherchierten Fachbücher zu veröffentlichen und viele Vortragsreisen zu unternehmen.
Grunerts schriftstellerische Tätigkeit begann mit dem noch heute anerkannten Leitfaden für die Staudengärtnerei, dessen Erstausgabe 1935 erschien. Seine ab etwa 1940 kontinuierlich in der Frankfurter Zeitung bis zu deren Einstellung im Jahr 1943 veröffentlichten Pflanzenportraits erregten die Aufmerksamkeit des Hamburger Verlegers Eugen Claassen ob ihrer Bildhaftigkeit und Sprachkunst. Grunert vereinigte darin die Geduld eines Gärtners mit der Exaktheit des Botanikers und der Hingabe des Poeten. Eine Buchausgabe war schon nahezu fertiggestellt, als der Satz durch einen Bombenangriff auf die Druckerei zerstört wurde. So kam dieses Buch Grunerts, das ihm auch außerhalb des Kreises der Blumenliebhaber einen Namen verschaffte, schließlich erst 1948 heraus. Er verwendete auch das Pseudonym C.G. Florestan.
In den folgenden Jahrzehnten erschienen dann zahlreiche Fachbücher zu fast allen Themen des Gartenbaus, meist im Deutschen Bauernverlag (ab 1960 VEB Deutscher Landwirtschaftsverlag) und im Neumann Verlag. Fast alle erlebten mehrere Auflagen. Den größten Erfolg erzielten die auch heute noch von Pflanzenfreunden oft gesuchten Zimmerblumen.
Nach Grunerts Tod benannte seine Heimatgemeinde Holzhausen die Dr.-Wilhelm-Külz-Straße in Christian-Grunert-Straße um.

## Schriften
- Leitfaden für die Staudengärtnerei, Berlin: Parey, 1935 (3. Aufl. 1952)
- 5000 Steingartenpflanzen, Leipzig: Hachmeister & Thal, 1939
- Pflanzenporträts, Hamburg: Claassen & Goverts, 1948 (2. Aufl. 1954)
- Einjahrsblumen, Berlin: Deutscher Bauernverlag, 1952 (3. Aufl. 1963)
- Knospen und Früchte, Radebeul: Neumann, 1952
- Balkonblumen, Radebeul: Neumann, 1954 (2. Aufl. 1979)
- Zimmerblumen, Berlin: Deutscher Bauernverlag, 1954 (16. Aufl. 1980)
- Blumen am Bergpfad, Leipzig: Wunderlich, 1955
- Sommerblumen, Darmstadt: Stichnote, 1956
- Hecken und Einfassungen, Radebeul: Neumann, 1957
- Kletterpflanzen, Radebeul: Neumann, 1961 (2. Aufl. 1966)
- Gartenblumen von A bis Z, Radebeul: Neumann, 1964 (7. Aufl. 1989)
- Staudenpflanzungen im Garten, Berlin: Deutscher Landwirtschaftsverlag, 1965 (4. Aufl. 1979)
- Blumenzwiebeln im Garten, Berlin: Deutscher Landwirtschaftsverlag, 1966 (4. Aufl. 1988)
- Kakteen und andere schöne Sukkulenten, Berlin: Deutscher Landwirtschaftsverlag, 1977 (6. Aufl. 1989)